# Bitva u Slušovic
Bitva u Slušovic byla válečným střetem mezi husitskými oddíly Bočka z Poděbrad a katolickým vojskem olomouckého biskupa Jana XII. Železného a Jiříka ze Šternberka a Lukova v rámci husitských válek na Moravě. Odehrála se roku 1424 v okolí Slušovic, nejspíše ve směru od města k Želechovicím, na jihovýchodní Moravě a skončila vítězstvím katolického vojska a zahnáním husitů do Vizovic a na hrad Brumov. Bitva není spolehlivě doložena historickými prameny. 

## Pozadí
V prvních letech husitských válek se větší ozbrojené akce zpočátku Moravě vyhýbaly. Jednou z nejvýraznějších zdejších akcí bylo husitské povstání ve Vizovicích, jehož vedení se ujal odpadlý cisterciák Tomáš z Vizovic a které vedlo k vyplenění a obsazení zdejšího kláštera. Ten pak ve spojení s Bedřichem ze Strážnice spoluzaložil koncem roku 1420 u Nedakonic tzv. Nový Tábor. Roku 1421 došlo k jarnímu tažení husitů na západní Moravu, kde husité obsadili několik měst ležících na česko-moravské zemské hranici. Část moravské šlechty se k povstání přidala, i jejich podpora však byla v bojích vůči králi Zikmundovi Lucemburskému spíše zdrženlivá. K moravským husitům patřil Boček mladší z Kunštátu a Poděbrad, majitel hradu Brumov a okolních panství a bratr známých husitských válečníků Viktorína a Hynka. Na Brumově odolával roku 1421 obléhání Zikmundovými vojsky druhé křížové výpravy (zda hrad byl či nebyl dobyt není jisté).

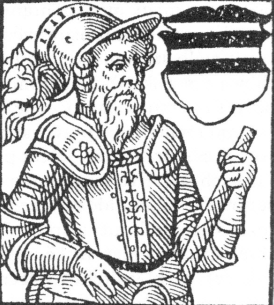
Fiktivní portrét Hynka Bočka z Poděbrad

Hlavní vojenskou akcí na Moravě roku 1422 bylo pak vesměs neúspěšné obléhání Bočkova opevněného vizovického kláštera zakončené dobýváním Uherského Ostrohu vojsky Zikmunda a Albrechta II. Habsburského, které bylo odvolané po zprávách o příchodu vojska litevského knížete Zikmunda Korybutoviče. Moravská husitská šlechta sice slíbila poslušnost novému vladaři, ovšem menší radikální část již byla na straně českých husitů a na Moravě tak začaly vznikat husitské ostrůvky. Proti nim vystupoval zejména olomoucký biskup Jan XII. Železný, který velel svému přibližně třítisícovému vojsku. Ten vedl svá vojska na koni v brnění do boje, proto dostal přízvisko Železný. V letech 1422 a 1423 např. obléhal a dobyl hrady Račice, Černá Hora, Boskovice, Kunštát či Nový hrad. Z obavy, že Janovo vojsko spolu s oddíly dalších Zikmundovi loajálním šlechticům vyrazí při novém křížovém tažení císaře do Čech s ním, uskutečnila se na jaře 1423 výprava pod vedením hejtmana Diviše Bořka z Miletínka, bratry Viktorínem a Hynkem z Poděbrad, Hynkem Kolštejnským z Valdštejna, Haškem Ostrovským z Valdštejna a Bedřichem ze Strážnice. Výprava byla zakončena vítězstvím nad katolickým vojskem Jana Železného v bitvě u Kroměříže a obsazením biskupského města.
Boček pak i po odchodu husitské výpravy pokračoval ve výbojích proti zdejší katolické moci, reprezentované mj. Šternberky chránícími svá rozsáhlá moravská panství. K vyhrocení situace došlo v první polovině roku 1424, kdy Boček napadl území Jiřího ze Šternberka, pána na hradě Lukov. Toho pak podpořil vytrvalý bojovník proti husitům Jan Železný, který do kraje přitáhl se svým asi třítisícovým vojskem. Slabšího husitského protivníka se tato vojenská síla posléze úspěšně donutila ke svedení polní bitvy.

## Průběh
O bitvě se nezmiňují soudobé historické prameny, nepříliš spolehlivé informace se nacházejí pouze v díle Mars moravicus barokního historika Tomáše Pešiny z Čechorodu. Něco zmiňují městské kroniky Slušovic či Vizovic. Bitva mezi vojskem Bočka z Poděbrad a několikatisícovou armádou olomouckého biskupa a vojskem Jiřího ze Šternberka snad proběhla někdy v první polovině roku 1424 poblíž Slušovic a Boček v ní byl poražen. Lze předpokládat, že se střet udál v oblasti jižně od Slušovic, tedy ve směru k Želechovicím, neboť minimálně jedno z vojsk využilo koryto řeky Dřevnice jako přístupovou cestu k boji. Poražené vojsko se po střetu zřejmě stáhlo do kláštera ve Vizovicích. 
Střetu této velikosti se v dobovém kontextu mohlo celkově účastnit několik set, maximálně několik tisíc bojovníků. Během bitvy byly vypáleny celé staré Slušovice, které byly obnoveny až roku 1446, kdy byly povýšeny na městečko.

## Hodnocení bitvy
Bočkova porážka v bitvě znamenala ukončení jeho vojenských aktivit. Vizovický klášter byl vojskem Jana Železného obležen a po kapitulaci vypleněn a vypálen. Boček se pak stáhl na svůj hrad Brumov. 
Větší vojenské operace husitských válek se pak území Moravy spíše vyhýbaly. Výraznou vojenskou převahu zde měli husité měli zejména v letech 1427 až 1431 a díky tomu tak úspěšně rozbili severomoravskou katolickou koalici (biskup Jan Železný raději odešel z Moravy do Uher) a čelili též výpadům markraběte Albrechta. Husitské války na Moravě skončily 9. září 1434 v Brně po podepsání dohody moravského landfrýdu s Albrechtem: Moravané přijali Albrechta za svého pána a on recipročně stvrdil jejich privilegia. Kromě moravských pánů přiložil k tomuto dokumentu svou pečeť i olomoucký biskup Kuneš ze Zvole a opavský vévoda Václav II. Opavský. Současně probíhala jednání o programu čtyř artikulů, která skončila po složitých jednáních až 5. července 1436, kdy byl v Jihlavě vyhlášen smír mezi církví a obecným sněmem království Českého a markrabství Moravského, čímž byla potvrzena Basilejská kompaktáta.